# Coma circularis
Coma circularis är en svampart som först beskrevs av Cooke & Massee ex Cooke, och fick sitt nu gällande namn av Nag Raj & W.B. Kendr. 1972. Coma circularis ingår i släktet Coma och familjen Phacidiaceae.   Inga underarter finns listade i Catalogue of Life.